# Notació abc
La notació abc és un codi de per escriure música que utilitza el conjunt de caràcters ASCII. Va ser inicialment creat per Chris Walshaw. Si bé és un codi musical basat en ordinadors, un dels principals objectius ha estat que pugui ser llegit amb facilitat pels humans. Inicialment va ser desenvolupat per a composicions folk i melodies tradicionals provinents de l'oest d'Europa (angleses, irlandeses, escoceses) que en general són melodies d'una sola veu que poden ser escrites en un sol pentagrama en notació estàndard. La sintaxi també permet utilitzar metadades per a cada nota musical.
Atès que el sistema abc està basat en els caràcters ASCII, es pot utilitzar qualsevol editor de text per editar música. No obstant això, hi ha diversos paquets de programari amb diverses facilitats que permeten llegir i processar música escrita en sistema abc. La majoria d'aquest programari és de distribució lliure o shareware, i es troben disponibles per als diversos sistemes operatius existents com ara Microsoft Windows, Unix/Linux, Macintosh, PalmOS, i aquells que suporten la web.
Posteriorment altres paquets de programari han proveït sortida directa (evitant la tipografia TeX), i han estès la sintaxi per a permetre la presentació de la lletra de la cançó alineada amb les notes, múltiples veus i notació amb múltiples pentagrames, tabulatura, i MIDI.

## Història
Cap a la dècada del 1980, Chris Walshaw començà a escriure fragments de melodies folklòriques i tradicionals utilitzant lletres per representar les notes abans d'aprendre la notació musical occidental estàndard. Posteriorment, va començar a utilitzar MusicTeX per escriure música per a gaita francesa. Per simplificar la complexitat d'escriure codi MusicTeX, ell va escriure un traductor automàtic per a produir les ordres TeX; la qual cosa, cap a 1993, va donar lloc al programa abc2mtex.

## L'estàndard abc
L'estàndard oficial s'anomena abc estàndard v1.6.9 És una descripció textual de la sintaxi abc i va ser pres de la guia d'usuari de 1996 de la versió 1.6 del programa abc2mtex original de Chris Walshaw. El 1997, Henrik Norbeck publicar una Descripció de l'estàndard abc v1.6 utilitzant notació de Backus-Naur.
El 1997, Steve Allen va registrar el text/vnd.abc MIME, un tipus mèdia, amb la IANA. Però el registre com un tipus MIME d'alt nivell hagués requerit una petició de comentaris d'ampli espectre (RFC). El 2006 Phil Taylor indicava que uns pocs llocs web encara suportaven arxius abc com a text/base.
El 1999, Chris Walshaw va començar a treballar en una nova versió de l'especificació abc per estandarditzar les extensions que havien estat desenvolupades en diverses eines d'altres companyies (third-party). Després de nombroses discussions en la llista de discussió d'usuaris d'abc, l'agost del 2000 es va consolidar una estàndard esborrany (versió 1.7.6), encara que mai va ser alliberat en forma oficial. A partir d'aquest moment Chris es va desvincular del desenvolupament actiu de l'abc.
Posteriorment Guido Gonzato compilà una versió nova de l'especificació i va publicar una versió 2.0, un esborrany. Aquesta especificació és mantinguda per Irwin Oppenheim com a esborrany IV datada el 14 d'agost de 2003. Henrik Norbeck també va publicar l'especificació BNF corresponent.